# Tổ chức Nhân dân và Quốc gia chưa được đại diện
Tổ chức Nhân dân và Quốc gia chưa được đại diện, viết tắt theo tiếng Anh là UNPO (Unrepresented Nations and Peoples Organization) là tổ chức của các thành viên quốc tế được thành lập để tạo thuận lợi cho tiếng nói của các quốc gia và các dân tộc trên toàn thế giới hiện không có đại diện và bị đặt bên lề xã hội.
UNPO ra đời ngày 11 tháng 2 năm 1991  tại The Hague, Hà Lan. Các thành viên của UNPO bao gồm các dân tộc bản địa, dân tộc thiểu số và các vùng lãnh thổ không được công nhận hoặc đang bị chiếm đóng. UNPO hoạt động để phát triển sự hiểu biết và tôn trọng quyền tự quyết, cung cấp lời khuyên và hỗ trợ liên quan đến các câu hỏi về sự công nhận quốc tế và tự do chính trị, đào tạo các nhóm về cách vận động cho sự nghiệp của họ một cách hiệu quả và trực tiếp ủng hộ một phản ứng quốc tế đối với các vi phạm nhân quyền liên quan đến các nhóm thành viên UNPO. Một số thành viên cũ, như Armenia, Đông Timor, Estonia, Latvia, Gruzia và Palau, đã giành được độc lập hoàn toàn và gia nhập Liên Hợp Quốc (LHQ).

## Lịch sử
UNPO được các nhà lãnh đạo của các phong trào tự quyết, Linnart Mäll của Quốc hội Estonia, Erkin Alptekin của Đông Turkestan, và Lodi Gyari của Tây Tạng, cùng với Michael van Walt van Praag, cố vấn pháp luật quốc tế của Đức Đạt Lai Lạt Ma thứ 14 hình thành lập vào những năm 1980. Những người sáng lập là đại diện của các phong trào quốc gia Estonia, Latvia, Tây Tạng, Tatar Krym, Armenia, Gruzia, Tatarstan, Đông Turkestan, Đông Timor, thổ dân Úc, The Cordillera, người thiểu số Hy Lạp ở Albania, Kurdistan, Palau, Đài Loan và Tây Papua. Một mục tiêu quan trọng của UNPO là, và vẫn là, để tái tạo thành công của thông điệp phi bạo lực của Đức Đạt Lai Lạt Ma thứ 14 và người dân Tây Tạng trước sự áp bức và chiếm đóng.
UNPO đặt trụ sở thành lập năm 1991 tại Den Haag ở Hà Lan vì thành phố này trở thành Thành phố Hòa bình và Công lý Quốc tế, và là nơi tổ chức các tòa án quốc tế như ICJ và ICC. Một Quỹ được thành lập ở Hà Lan để cung cấp hỗ trợ thư ký cho Đại hội đồng UNPO và thực hiện các hoạt động nghiên cứu và giáo dục liên quan đến các dân tộc không có đại diện trên toàn thế giới. Quỹ duy trì sự hiện diện thường trực trước Liên minh Châu Âu, Hoa Kỳ và Liên Hợp Quốc. Quỹ được tài trợ bởi sự kết hợp của các thành viên đóng góp, quyên góp từ các cá nhân và các khoản tài trợ dựa trên dự án từ các quỹ khác trên thế giới.

## Các thành viên
Các danh sách thành viên, trong đó thành viên sáng lập được hiện chữ đậm và tô nền lục. Thành viên ở quốc gia đã gia nhập Liên Hợp Quốc được hiện chữ nghiêng và tô nền lam.
| Thành viên                              | Tổ chức đại diện tại UNPO | Gia nhập   |
| --------------------------------------- | --- | ---------- |
| Dân tộc Yorùbá                          | Ilana Omo Oodua (hay Yoruba World Congress)                                                                                         | 31/07/2020 |
| Catalunya                               | Quốc hội Catalunya; Assemblea Nacional Catalana                                                                                     | 14/12/2018 |
| Ambazonia                               | Hội đồng Quản trị Ambazonia; Ambazonia Governing Council                                                                            | 28/3/2018  |
| Madheshi                                | Liên minh vì Madhesh Độc lập ; Alliance for Independent Madhesh                                                                     | 14/10/2017 |
| Người Bellah                            | Hiệp hội Malian Bảo tồn Văn hóa Bellah; Malian Association for the Preservation of Bellah Culture                                   | 6/6/2017   |
| Kabylia                                 | MAK-Anavad | 6/6/2017   |
| Tây Togoland                            | Quỹ Tổ chức Học tập Quê hương; Homeland Study Group Foundation                                                                      | 2017       |
| District of Columbia · (Washington, DC) | D.C. Statehood Congressional Delegation                                                                                             | 4/12/2015  |
| Brittany                                | Kelc’h An Dael | 8/6/2015   |
| Sulu                                    | Quỹ Sulu của Chín bộ lạc Sắc tộc; Sulu Foundation of Nine Ethnic Tribes                                                             | 5/1/2015   |
| Savoy                                   | Chính phủ Lâm thời bang Savoy; Provisional Government of the State of Savoy                                                         | 15/7/2014  |
| Barotseland                             | Liên minh Tự do Quốc gia Barotse; Barotse National Freedom Alliance                                                                 | 23/11/2013 |
| Lezghi                                  | Tự trị Văn hóa và Dân tộc Lezgi Liên bang; Federal Lezgian National and Cultural Autonomy                                           | 7/7/2012   |
| Haratin                                 | Initiative de Résurgence du Mouvement Abolitionniste en Mauritanie                                                                  | 18/9/2011  |
| Ogaden                                  | Mặt trận Giải phóng Dân tộc Ogaden; Ogaden National Liberation Front                                                                | 6/2/2010   |
| Gilgit-Baltistan                        | Liên minh Dân chủ Gilgit Baltistan; Gilgit Baltistan Democratic Alliance                                                            | 20/9/2008  |
| Afrikaner                               | Mặt trận Tự do Plus; Freedom Front Plus                                                                                             | 15/5/2008  |
| Balochistan                             | Đảng Quốc gia Balochistan (Mengal) Balochistan National Party (Mengal)                                                              | 1/3/2008   |
| Hmông                                   | Đại hội H'mông Thế giới Congress of World Hmong People                                                                              | 2/2/2007   |
| Người Kurd ở Iran                       | Đảng Dân chủ Iran Kurdistan và Đảng Komala Iran Kurdistan; Democratic Party of Iranian Kurdistan; Komala Party of Iranian Kurdistan | 2/2/2007   |
| Rehoboth Basters                        | Hội đồng thuyền trưởng; Captains Council                                                                                            | 2/2/2007   |
| Người Azerbaijan ở Iran                 | Đảng Dân chủ Nam Azerbaijan; South Azerbaijan Democratic Party                                                                      | 2/2/2007   |
| Nam Mông Cổ                             | Trung tâm Thông tin Nhân quyền Nam Mông Cổ; Southern Mongolian Human Rights Information Center                                      | 2/2/2007   |
| Tây Balochistan                         | Đảng Nhân dân Balochistan; Balochistan People's Party                                                                               | 26/6/2005  |
| Người Oromo                             | Mặt trận Giải phóng Oromo; Oromo Liberation Front                                                                                   | 19/12/2004 |
| Somaliland                              | Chính phủ Somaliland; Government of Somaliland                                                                                      | 19/12/2004 |
| Ahwazi                                  | Đảng Đoàn kết Dân chủ Ahwaz; Democratic Solidarity Party of Ahwaz                                                                   | 14/11/2003 |
| Sindh                                   | Học viện Sindhi Thế giới; World Sindhi Institute                                                                                    | 19/1/2002  |
| Khmer Krom                              | Liên đoàn Khmers Kampuchea-Krom | 15/7/2001  |
| Nagalim                                 | Hội đồng Xã hội chủ nghĩa Quốc gia Nagalim; National Socialist Council of Nagalim                                                   | 23/1/1993  |
| Ogoni                                   | Phong trào vì sự sống còn của người Ogoni; Movement for the Survival of the Ogoni People                                            | 19/1/1993  |
| Abkhazia                                | Bộ Ngoại giao Cộng hòa Abkhazia; Ministry of Foreign Affairs of the Republic of Abkhazia                                            | 6/8/1991   |
| Người Assyria                           | Liên minh Phổ thông Assyria; Assyrian Universal Alliance                                                                            | 6/8/1991   |
| Vùng đồi Chittagong                     | Parbatya Chattagram Jana Samhati Samiti                                                                                             | 6/8/1991   |
| Nam Maluku                              | Cộng hòa Nam Maluku; Republic of South Moluccas                                                                                     | 6/8/1991   |
| Aceh                                    | Phong trào Aceh Tự do; Free Aceh Movement                                                                                           | 11/2/1991  |
| Tatar Krym                              | Milli Mejlis | 11/2/1991  |
| Đông Turkestan                          | Đại hội Uyghur Thế giới; World Uyghur Congress                                                                                      | 11/2/1991  |
| Đài Loan                                | Quỹ Đài Loan vì Dân chủ; Taiwan Foundation for Democracy                                                                            | 11/2/1991  |
| Tây Tạng                                | Chính phủ lưu vong Tây Tạng; Central Tibetan Administration                                                                         | 11/2/1991  |

## Các thành viên cũ
Các thành viên cũ rời UNPO do được Liên Hợp Quốc công nhận, do có thỏa thuận tự trị, hoặc vì những lý do khác. Các tổ chức thành viên có thể bị đình chỉ khỏi UNPO nếu họ không tuân theo giao ước của UNPO. Các trường hợp đình chỉ có 
Khalistan ngay sau vài tháng gia nhập năm 1993 và đình chỉ năm 1995 , và Skåneland đình chỉ năm 2011.
| Thành viên cũ                 | Gia nhập   | Rời khỏi   | Ghi chú |
| ----------------------------- | ---------- | ---------- | --- |
| Người bản địa Úc              | 11/2/1991  | 7/7/2012   | Đại diện là Ủy ban Quốc gia Bảo vệ quyền Đen; National Committee to Defend Black Rights |
| Người Albania ở Bắc Macedonia | 16/4/1994  | 1/3/2008   | Đạt được Hiệp định Ohrid với Cộng hòa Bắc Macedonia năm 2001 |
| Amazigh                       | 28/11/2014 | 26/11/2016 | Đại diện là World Amazigh Congress |
| Armenia                       | 11/2/1991  | 2/3/1992   | Trở thành thành viên LHQ năm 1992 |
| Bashkortostan                 | 3/2/1996   | 30/6/1998  | [ 57 ] |
| Batwa                         | 17/1/1993  | /12/2019   | Đạt được Đạo luật bảo tồn văn hóa |
| Bougainville                  | 6/8/1991   | 1/3/2008   | Đạt được thỏa thuận tự chủ với Papua New Guinea năm 2000 |
| Buffalo River Dene Nation     | 19/12/2004 | 9/10/2009  | [ 60 ] |
| Myanmar                       | 15/5/2008  | 13/2/2010  | Đại diện là Hội đồng quốc gia Liên bang Myanmar; National Council of the Union of Burma |
| Buryatia                      | 3/2/1996   | 13/2/2010  | Đại diện là Hiệp hội Toàn Buryat vì sự phát triển văn hóa; All-Buryat Association for the Development of Culture |
| Cabinda                       | 17/4/1997  | 18/9/2011  | [ 63 ] |
| Chameria                      | 8/6/2015   | /12/2019   | Quỹ Dân chủ Chameria; Democratic Foundation of Chameria |
| Chechnya Ichkeria             | 6/8/1991   | 10/9/2010  | [ 65 ] |
| Chin                          | 15/7/2001  | 26/11/2016 | Đại diện là Mặt trận Quốc gia Chin; Chin National Front |
| Chuvashia                     | 17/1/1993  | 1/3/2008   | [ 67 ] |
| Circassia                     | 16/4/1994  | 06/11/2015 | Đại diện là Hiệp hội Circassia quốc tế; International Circassian Association |
| Igorot Cordillera             | 11/2/1991  | 6/11/2015  | Đại diện là Liên minh Nhân dân Cordillera; Cordillera Peoples' Alliance |
| Degar                         | 14/11/2003 | 29/4/2016  | Đại diện là Quỹ người Thượng; Montagnard Foundation, Inc. |
| East Timor                    | 17/1/1993  | 27/9/2002  | Trở thành thành viên LHQ năm 2002 |
| Estonia                       | 11/2/1991  | 17/8/1991  | Trở thành thành viên LHQ năm 1991 |
| Gagauzia                      | 16/4/1994  | 1/12/2007  | Đạt được hiệp ước tự trị với Moldova năm 1994 |
| Georgia                       | 11/2/1991  | 31/7/1992  | Trở thành thành viên LHQ năm 1991 |
| Người Hy Lạp ở Albania        | 11/2/1991  | 7/7/2012   | Đại diện là Omonoia |
| Người Hungary ở Romania       | 30/7/1994  | //2015     | Liên minh Dân chủ người Hungary ở Romania; Democratic Alliance of Hungarians in Romania |
| Ingushetia                    | 30/7/1994  | 1/3/2008   | [ 77 ] |
| Inkeri                        | 17/1/1993  | 9/10/2009  | [ 78 ] |
| Iraqi Kurdistan               | 11/2/1991  | 1/7/2015   | Đại diện là Đảng Dân chủ Kurdistan ở Iraq và Liên minh yêu nước Kurdistan; Kurdistan Democratic Party of Iraq và Patriotic Union of Kurdistan                                                                                       |
| Iraqi Turkmen                 | 6/8/1991   | 27/11/2016 | Đại diện là Mặt trận Iraqi Turkmen, Phong trào Dân tộc Turkmen, Phong trào Waha Turkmen, Liên minh Hồi giáo Iraq Turkmen; Iraqi Turkmen Front, Turkmen Nationalist Movement, Turkmen Wafa Movement, Islamic Union of Iraqi Turkmens |
| Kalahui Hawaii                | 3/8/1993   | 7/7/2012   | Đại diện là Ka Lahui Hawaii |
| Karenni                       | 19/1/1993  | 7/7/2012   | Đại diện là Đảng Tiến bộ Quốc gia Karenni; Karenni National Progressive Party |
| Khalistan                     | 24/1/1993  | 4/8/1993   | Thành viên tạm ngừng ngày 4/9/1993 và đình chỉ ngày 22/01/1995. |
| CH Komi                       | 17/1/1993  | 9/10/2009  | [ 85 ] |
| Kosovo                        | 6/8/1991   | 24/3/2018  | Đại diện là Liên minh Dân chủ Kosovo; Democratic League of Kosovo |
| Kumyk                         | 17/4/1997  | 1/3/2008   | [ 87 ] |
| Lakota                        | 30/7/1994  | 1/12/2007  | Tiếp theo là tuyên bố của Nước Cộng hòa Lakotah |
| Người bản địa Mỹ Latinh       | 2016       |            | Project Latin American Indigenous Peoples |
| Latvia                        | 11/2/1991  | 17/8/1991  | Trở thành thành viên LHQ năm 1991 |
| Người Maasai                  | 19/12/2004 | 7/7/2012   | Đại diện là Phụ nữ Maasai vì Giáo dục và Phát triển Kinh tế; Maasai Women for Education and Economic Development |
| Maohi                         | 30/7/1994  | 1/12/2007  | [ 91 ] |
| Mapuche                       | 19/1/1993  | 26/4/2016  | Đại diện là Mapuche Inter-Regional Council |
| Người Mari                    | 6/8/1991   | 9/10/2009  | [ 93 ] |
| Người Môn                     | 3/2/1996   | 7/7/2012   | Đại diện là Liên minh Thống nhất Môn; Mon Unity League |
| Người Moro                    | 26/9/2010  | 28/11/2014 | Đại diện là Mặt trận Giải phóng Hồi giáo Moro, đạt thỏa thuận tự chủ và hòa bình với chính phủ năm 2014 Moro Islamic Liberation Front                                                                                               |
| Nahua Del Alto Balsas         | 19/12/2004 | 20/9/2008  | [ 96 ] |
| Nuxalk                        | 23/9/1998  | 1/3/2008   | [ 97 ] |
| Palau                         | 11/2/1991  | 15/12/1994 | Tên khác: Belau. Trở thành thành viên LHQ năm 1994 |
| Người Rusyn                   | 23/9/1998  | 1/12/2007  | [ 99 ] |
| CH Sakha                      | 3/8/1993   | 30/6/1998  | [ 100 ] |
| Sandžak                       | 17/1/1993  | 18/9/2011  | Đại diện là Hội đồng Quốc gia Bosnia Sanjak; Bosnian National Council of Sanjak |
| Skåneland                     | 19/1/1993  | 18/9/2011  | Thành viên đình chỉ ngày 18/9/2011. |
| Người Shan                    | 17/4/1997  | 6/2/2010   | [ 104 ] |
| Nam Arabia                    | 29/4/2016  |            | Đại diện là Hội đồng Dân chủ miền Nam vì Quyền tự quyết cho nhân dân Nam Ả Rập; Southern Democratic Assembly for Self-Determination for South Arabia's People                                                                       |
| Người Talysh                  | 15/7/2014  |            | Phong trào Talysh Quốc gia; National Talysh Movement |
| Tatarstan                     | 11/2/1991  | 1/3/2008   | [ 107 ] |
| Lãnh thổ Tự do Trieste        | 28/12/2014 |            | Đại diện là TRIEST NGO |
| Tsimshian                     | 2/2/2007   | 18/9/2011  | [ 109 ] |
| Tuva                          | 3/2/1996   | 13/2/2010  | [ 110 ] |
| Udmurtia                      | 17/1/1993  | 6/7/2013   | [ 111 ] |
| Vhavenda                      | 14/11/2003 | 1/7/2015   | Đại diện là Mặt trận Yêu nước Dabalorivhuwa; Dabalorivhuwa Patriotic Front |
| Tây Papua                     | 15/10/2014 |            | Phong trào Papua Tự do; Free Papua Movement |
| Zanzibar                      | 6/8/1991   | 1/7/2015   | Đại diện là Thay thế dân chủ Zanzibar cùng với Mặt trận Thống nhất Dân sự; Zanzibar Democratic Alternative & Civic United Front |